# Микс

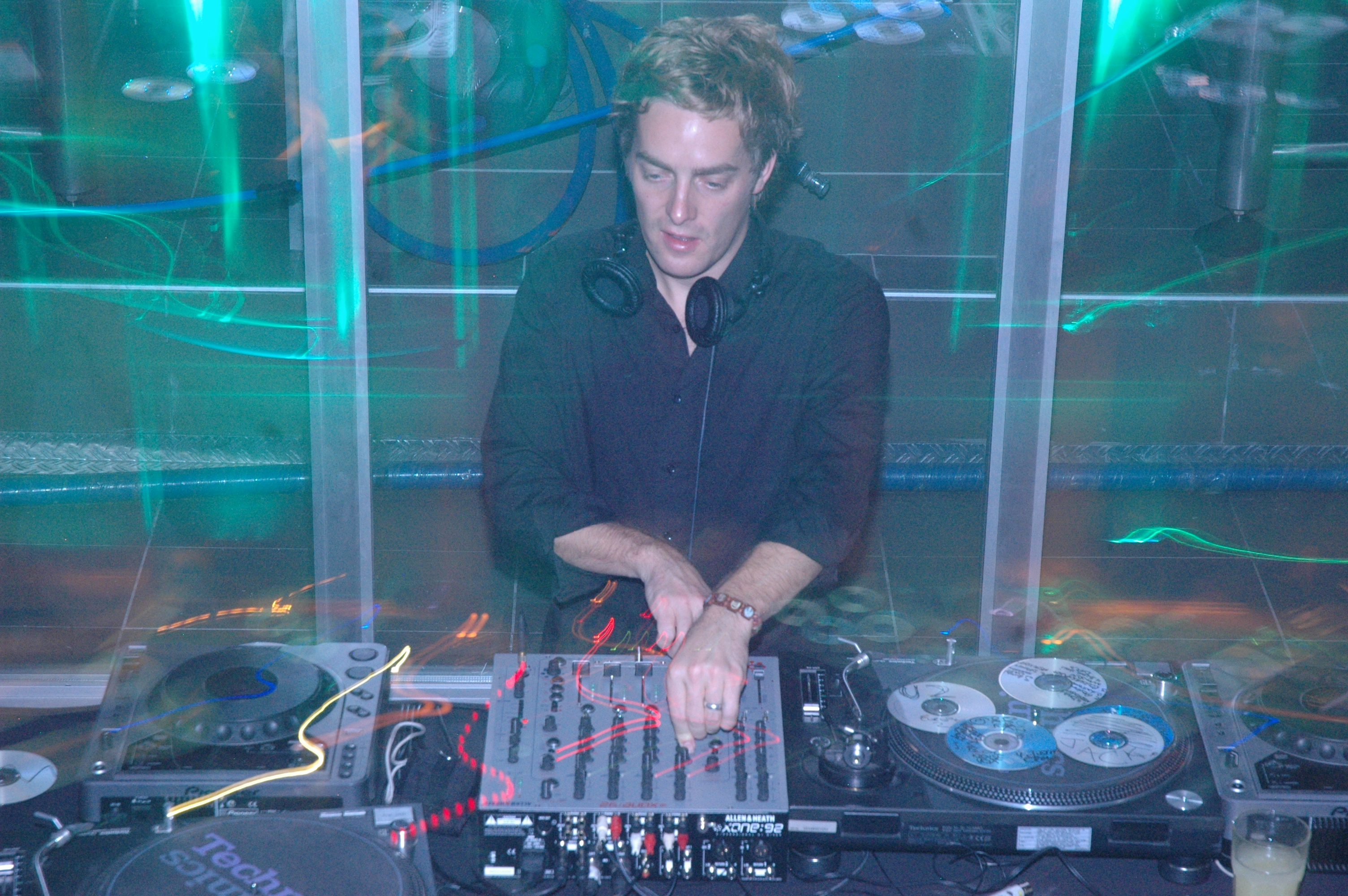
DJ Адам Фриланд играет dj-сет

Микс — несколько музыкальных произведений (треков), выстроенных в непрерывную последовательность, попурри. Как правило, миксы составляются диджеями для разных целей (например, для включения по радио в тематических передачах). Обычно миксы состоят из треков, схожих по жанру, настроению и другим признакам. В среднем, длительность микса колеблется от 25 до 74 минут, но может быть и значительно дольше. Последовательность треков в виде микса специфична тем, что треки плавно сменяют друг друга. На стыке между треками нет «зазора» в виде тишины, а сами треки в процессе перехода совпадают по темпу, размерности и прочим признакам, сливаясь таким образом воедино.
Как правило, треки в миксе сводятся исходя из правила — подогнать бит, то есть чтобы бит первого трека совпадал с битом второго. Для этого некоторые треки приходится замедлять, другие ускорять, чтобы совместить скорость бита. Также важно правильно подогнать на сведении звуковые частоты, чтобы переход был наиболее незаметным. Многие музыкальные продюсеры создают версии треков специально с удлинёнными вступлением и концовкой как раз для облегчения сведения.
Другое значение термина «микс» — несколько сведённых звуковых дорожек, которые предназначены для формирования целостного элемента звучания. Наиболее известный пример — микс (то есть смешение) нескольких музыкальных инструментов и вокала для получения песни. Отличие от предыдущего значения заключается в том, что различные звуковые элементы звучат вместе, а не последовательно, как в случае с диджейским миксом.